# Mobiliarmiete
Unter Mobiliarmiete (kurz: Miete oder seltener Fahrnismiete) versteht man die entgeltliche und befristete Gebrauchsüberlassung von beweglichen Sachen.

## Allgemeines
Das Mietrecht sieht den Mietzins, alltagssprachlich „die Miete“, sowohl für bewegliche Sachen (Mobiliarmiete; beispielsweise Mietwagen) als auch für Immobilien (Immobiliarmiete bei Grundstücken und grundstücksgleichen Rechten wie Mietshäusern) vor. Die Höhe der Miete, aber auch Kündigungsfristen und andere Vertragsbestandteile eines Mietvertrags, können zwischen den Vertragsparteien (Vermieter und Mieter genannt) im Rahmen der Vertragsfreiheit frei ausgehandelt werden.  

## Rechtsfragen
Das Mietrecht ist in Deutschland insbesondere im BGB geregelt. Es betrachtet den Mietvertrag als vertragliches Schuldverhältnis und regelt ihn im 8. Abschnitt des 2. Buchs des BGB; er entfaltet nur schuldrechtliche und keine dingliche Wirkung. Systematisch enthält das BGB hierin die allgemeinen Vorschriften für Mietverhältnisse (§§ 535 bis § 548 BGB), die auf die Mobiliarmiete anwendbar sind. Wegen der sozialen Bedeutung ist die Wohnungsmiete im BGB stärker reglementiert als die übrigen Mietverhältnisse.  
Beim heutigen Mobilienleasing liegt stets atypische Mobiliarmiete vor. Beide unterscheiden sich lediglich dadurch, dass der Leasingnehmer die Sach- und Preisgefahr trägt. Mietobjekte bei der Mobiliarmiete sind Kleidung (beispielsweise Kostümverleih), Tiere (Reittiere) oder Transportmittel (Mietwagen, Flugzeuge). Personen lassen sich dagegen nicht mieten, weil das Mobiliarmietrecht auf bewegliche Sachen beschränkt ist. Personen handeln vielmehr als Auftragnehmer oder auf der Grundlage eines Dienstvertrages (etwa Detektive) oder im Rahmen der Arbeitnehmerüberlassung. 
Das deutsche Recht unterscheidet ferner zwischen bloßer Gebrauchsüberlassung, der Miete und der zusätzlichen Erlaubnis der Fruchtziehung (der Pacht). Die Pacht unterliegt, wenn sie als Landpachtvertrag gestaltet ist, den Sonderregeln der §§ 585 ff. BGB. Nach § 581 Abs. 2 BGB sind die Regelungen des Mietrechts auf Pachtverträge entsprechend anzuwenden, soweit sich nicht aus den §§ 584 bis § 584b BGB etwas anderes ergibt.

## International
Das französische Recht fasst den Miet- oder Pachtvertrag (französisch contrat de bail) in römisch-rechtlicher Tradition als Unterart des contrat de louage (die römische locatio-conductio) auf. Der contrat de louage erfasst die Überlassung von Sachen (französisch louage de choses), etwa locatio-conductio rei und Diensten (französisch louage d’ouvrage), etwa locatio conductio operarum. Weder zwischen Dienst- und Werkvertrag, noch zwischen Miete (französisch bail à loyer) und Pacht (französisch bail à ferme) wird einheitlich und exakt in den Art. 1714 ff. Code civil unterschieden.

### Common Law
Die Mobiliarmiete im englischen Recht verwendet weitestgehend synonym verschiedene Bezeichnungen (englisch lease of movables, contract of hire/hire of chattels, rental agreement). Eine Unterscheidung außerrechtlicher Natur besteht nur insoweit, als lease meist auf ein langfristiges Finanzierungsleasing bezogen wird, während der contract of hire die Zeitspanne von bis zu einer Woche und das rental agreement von nur wenigen Tagen umfasst. Das englische Recht erkennt zwischen der Immobiliarmiete und der Mobiliarmiete keine Gemeinsamkeiten: Sie werden folglich vollständig als selbständige Vertragstypen behandelt. Bis zum Erlass des (am Kaufrecht orientierten) Supply of Goods and Services Act 1982 (SGSA) war die Mobiliarmiete vollständig durch common law geregelt; da das SGSA 1982 jedoch nur die Pflichten des Mieters regelt, hat auch gegenwärtig das common law in Form des law of bailment jedoch noch eine bedeutende Stellung. Das law of bailment umfasst grob alle Rechtsverhältnisse, bei denen der Verwahrer (englisch bailee) tatsächliche Sachherrschaft an einer ihm nicht gehörenden Sache innehat; es umfasst neben der Mobiliarmiete folglich auch die Verwahrung, Verpfändung und Leihe.

## Rechtsvergleichende Analyse
Im weiteren Sinne umfasst die Pflicht zur Überlassung der Mietsache als Kerngeschäft des Mietvertrages drei Grundpflichten: die Überlassung der Mietsache im engeren Sinne, die Belassung der Mietsache und die Pflicht zur Instandhaltung und Instandsetzung der Mietsache.
Die Pflicht zur Überlassung im engeren Sinne scheint zunächst eine Pflicht zur Einräumung des Besitzes nicht zwingend zu umfassen: Auch ohne unmittelbare Sachherrschaft ist die Nutzung der Mietsache für den Mieter möglich. Entsprechend ist nach § 535 Abs. 1 Satz 1 BGB lediglich die Einräumung der konkreten Nutzungsmöglichkeit notwendig um – mit Ausnahme konkreter Vertragsabsprachen – die gesetzlichen Anforderungen an das Verhalten des Vermieters zu erfüllen. Eine ähnliche Position für das englische Recht wurde in Fowler v Lock (1872) zwar noch von Byles J vertreten, gehört jedoch heute keineswegs mehr zum anerkannten Recht: Die These steht diametral im Gegensatz zum law of bailment, das die Einräumung von Besitz (englisch possession) gerade zum Kern hat. Possession wird durch Lieferung (englisch delivery) eingeräumt, die analog der Legaldefinition für das Kaufrecht in s. 61 (1) Sale of Goods Act 1979 als „freiwillige Übertragung des Besitzes von einem zum anderen“ (englisch voluntary transfer of possession from one to another) verstanden wird. In der Praxis wird sich freilich die Lage zwischen beiden Rechtsordnungen kaum unterscheiden: Auch in Deutschland dürften statistisch Verträge mit Pflicht zur Besitzverschaffung deutlich in der Mehrheit sein, da der Mieter die Sache anders kaum nutzen können wird.
Die Pflicht zur Belassung der Mietsache wäre für den Mieter von geringem Nutzen, wenn sie nur für den Augenblick und nicht für gewisse Dauer bestünde. In allen Rechtsordnungen besteht folglich eine Pflicht des Vermieters, die Sache für die Dauer des Vertrages nicht zurückzufordern. Diese aus der Natur der Sache herrührende Selbstverständlichkeit ergibt sich im deutschen Recht aus der allgemeinen Erhaltungspflicht des § 535 Abs. 1 Satz 2 BGB, ist im englischen Recht aber explizit in s. 7 (2) und (3) SGSA 1982 niedergelegt. Hiernach besteht ein implied term, der dem Mieter „quiet possession“ zugesteht.
Eine Pflicht zur Instandhaltung und Instandsetzung ist nach deutschem Recht Kardinaltugend des Vermieters; freilich steht es den Parteien gewerblicher Mobiliarmietverhältnisse zu, im Rahmen Allgemeiner Geschäftsbedingungen die Instandhaltungspflicht dem Mieter selbst aufzuerlegen; § 307 BGB steht dem nicht entgegen. Eine dem deutschen Recht vergleichbare Instandhaltungspflicht (englisch duty to maintain) gehört nach delivery im vertragsgemäßen Zustand unumstritten nicht zu den Pflichten des Vermieters im englischen Recht: Fast alle Pflichten des Vermieters nach dem SGSA 1982 bestehen nur im Zeitpunkt der delivery, auch im common law findet sich – trotz Kritik an dieser als unbefriedigend empfundenen Rechtslage – kein Präjudiz, das durch implied term dem Vermieter eine solche Pflicht aufzulegen vermöchte. In der Praxis der Rechtsprechung wird dem meist durch Annahme eines express term abgeholfen. Ferner ist zu bedenken, dass sich die fehlende Instandhaltungspflicht in Form eines niedrigeren Preises auswirken dürfte – aus preistheoretischer Sicht findet sich letztlich kaum ein Unterschied in den Rechtsordnungen. Als Grund dieser Regelung wird die Nähe des englischen Mobiliarmietrechts zum Kaufrecht angenommen; dementsprechend gilt der kaufrechtliche Grundsatz caveat emptor auch im Rahmen der Mobiliarmiete.